# 하산 알리 만수르
하산 알리 만수르(1923년 ~ 1965년 1월 27일)는 이란의 정치가이다. 이란 제국의 총리로 재직하던 도중, 이슬람 근본주의자들에게 암살되었다.

## 생애
1923년 테헤란에서 태어났다. 그의 부친은 두 차례 총리대신을 지낸 알리 만수르(만수르 알-몰크)였고, 모친은 자히르-올-몰크 라이스였다. 제2차 세계 대전 중 그는 테헤란 대학교 로스쿨에 들어갔고, 정치학 학위를 취득했다. 외무부에 들어가 정치에 입문했다.

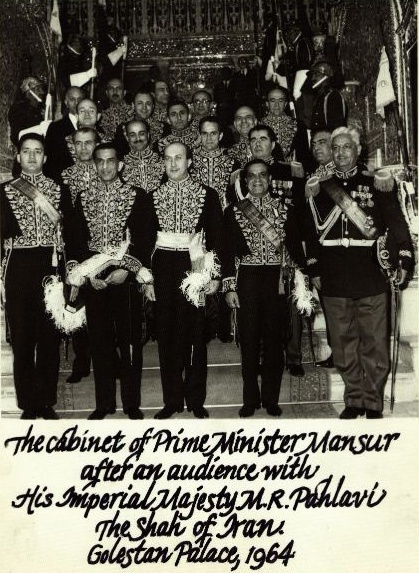
만수르 내각

정부의 요직을 거친 뒤 1962년 총선거에서 당선, 신이란당(Iran Novin)을 창당하고 당수가 되었다. 그의 당은 230석 중 175석을 차지했다. 이듬해 모하마드 레자 팔라비 황제는 그를 총리로 임명했다. 그는 정치계에 많은 새 얼굴들을 영입했고 친미(親美) 정책을 수행하였다.

### 암살
1965년 1월 22일 오전 10시, 백색혁명 선언 1주년 기념일을 며칠 앞두고, 만수르는 연설을 하기 위해 국회로 들어서려 하고 있었다. 바하레스탄 광장으로 그의 차량이 들어섰을 때, 이슬람 근본주의 조직인 '파다이얀-에 이슬람(Fada'iyan-e Islam)' 조직원인 모하마드 보카라에이(17세)의 총격을 세 차례 받았다. 보카라에이와 그의 세 명의 공범자들은 이후 처형되었다. 만수르는 차량으로 다시 옮겨져 병원으로 후송되었으나, 이미 치명상을 입은 상태였다. 5일 후 그는 사망했다. 이 위기 동안, 팔라비 황제는 그의 동료 아미르아바스 호베이다를 총리 서리로 지명했다. 이미 알리 라즈마라 총리가 암살된 지 몇 년밖에 지나지 않은 시점이었다.
만수르는 레자 샤 팔라비의 영묘 곁인 "샤-압돌-아짐(Shah-Abdol-Azim)"에 안장되었으나, 1979년 이란 혁명 후 만수르의 묘는 파괴되었다.